# Ioan Tamási
Ioan Tamási (în maghiară Tamási János) a fost voievod al Transilvaniei între anii 1403-1409.